# Алим-Ноуккаярви
Алим-Ноуккаярви — пресноводное озеро на территории Кестеньгского сельского поселения Лоухского района Республики Карелии.

## Общие сведения
Площадь озера — 1,5 км². Располагается на высоте 264,8 метров над уровнем моря.
Форма озера продолговатая: оно чем на два километра вытянуто с северо-запада на юго-восток. Берега изрезанные, каменисто-песчаные, местами заболоченные.
Через Алим-Ноуккаярви течёт река Вуоснайоки, впадающая в реку Кутсайоки, которая, в свою очередь, впадает в реку Тумчу.
В озере расположено более десятка небольших безымянных островов, рассредоточенных по всей площади водоёма.
К юго-западу от озера проходит автодорога местного значения.
Населённые пункты вблизи водоёма отсутствуют.
Код объекта в государственном водном реестре — 02020000511102000001106.